# Thomas Hart Benton

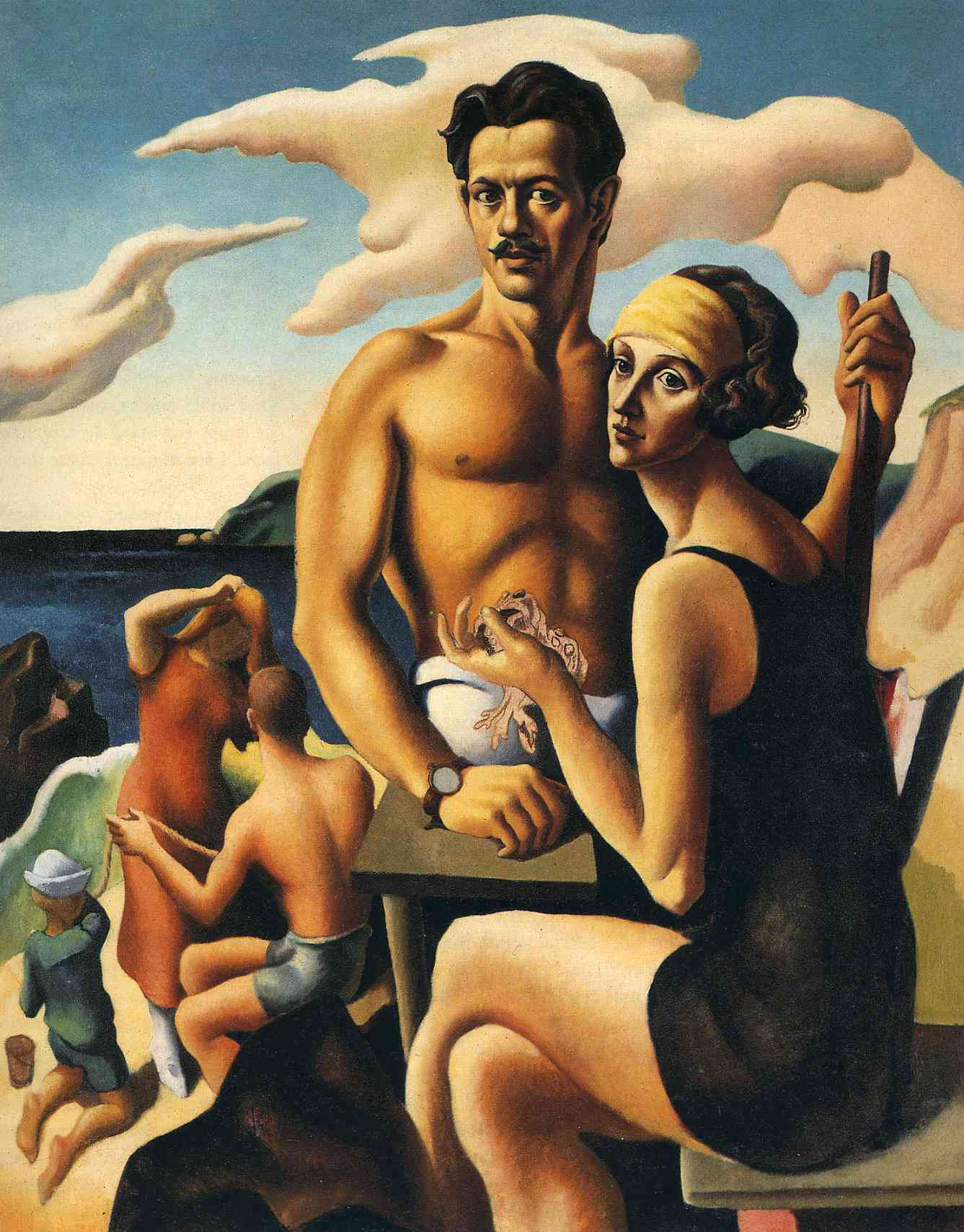
Bentonův autoportrét s manželkou Ritou, 1922

Thomas Hart Benton (15. dubna 1889 Neosho, Missouri – 19. ledna 1975 Kansas City, Missouri) byl americký malíř.
Jeho otcem byl Maecenas Benton, účastník občanské války a člen Sněmovny reprezentantů. Thomas dal před vojenskou a politickou kariérou, kterou pro něho otec plánoval, přednost umění, vystudoval Art Institute of Chicago a pařížskou Julianovu akademii. Byl příslušníkem uměleckého směru zvaného americký regionalismus, který vytvářel realistické obrazy ze všedního života amerického venkova. Zároveň byl pod vlivem synchromismu s jeho důrazem na používání výrazných sytých barev. Zaměřil se na nástěnné malby, vytvořil panely pro The New School, Světovou výstavu 1933 a budovu Kapitolu v Jefferson City. Za druhé světové války vytvořil cyklus The Year of Peril s tématem boje Spojenců proti nacistickému nebezpečí. Po válce působil jako pedagog na Art Students League of New York a Kansas City Art Institute, jeho žáky byli např. Jackson Pollock nebo Dennis Hopper. Od roku 1956 byl řádným členem Národní akademie designu. Vydal autobiografickou knihu An Artist in America. V jeho domě s ateliérem bylo zbudováno muzeum Thomas Hart Benton Home and Studio State Historic Site.